# Ajahn Buddhadasa
Ajahn Buddhadasa (27/5/1906 – 25/5/1993), còn được biết đến với tên gọi Buddhadasa Bikkhu, là một cao tăng Phật giáo Thượng tọa bộ người Thái Lan, một luận sư Phật giáo nổi tiếng ở thế kỷ XX. 'Buddhadasa' nghĩa là người hầu của Phật. Ông đã giải thích các giáo lý của đạo Phật dựa vào chính các kinh điển Pali và theo hướng coi đạo Phật không phải là tôn giáo mà là tư tưởng, nhấn mạnh nguyên lý duyên khởi như là trung tâm của tư tưởng này và đánh giá cao tầm quan trọng của phép quán hơi thở trong tu tập để đạt được chính niệm, xem chính niệm là cách đưa trí tuệ vào quan sát để quan sát sự vật, hiện tượng đúng như bản chất thực của chúng.

## Tiểu sử[1]
Buddhadasa tên thật là Nguam Phanit (chữ Thái: เงื่อม พานิช) sinh năm 1906 tại làng Phumriang, huyện Chaiya, tỉnh Chaiya (nay là tỉnh Surat Thani), miền Nam Thái Lan. Cha ông là người Thái gốc Hoa Phúc Kiến thế hệ thứ hai, làm nghề buôn bán nhỏ. Mẹ ông là người Thái.
Năm 1926, ông xuất gia, ban đầu đến tu ở chùa Wat Nok, sau là chùa Wat Mai. Pháp danh của ông là Phra Nayam Indapanno mà đọc theo kiểu Thái là Phra Nayam Inthapanyo. Ông tự nghiên cứu các kinh điển đạo Phật.
Năm 1928, ông lên Bangkok để tu học tại các tự viện tại đây. Song, ông mau chóng thất vọng trước thực trạng tăng lữ tại Bangkok. Ông tự học tiếng Pali để có thể tự đọc các kinh điển đạo Phật. Ông cũng học cả khoa học, tiếng Anh. Ông thi đỗ kỳ thi tôn giáo Naktham.
Năm 1932, ông quay trở lại quê hương, mở tu viện Suan Mokkhaphalaram (gọi tắt là Suan Mokkh) trong rừng. 'Suan' trong tiếng Thái nghĩa là vườn, còn 'Mokkh' có gốc tiếng Pali là moksha nghĩa là giải thoát. Ông nghiên cứu tam tạng kinh bằng tiếng Pali.
Năm 1954, ông là đại biểu thuộc đoàn Thái Lan tham gia Đại hội kết tập kinh điển Phật giáo lần thứ sáu tại Myanmar.
Tu viện Suan Mokkha ngày càng thu hút nhiều người tu tập, học tập đạo Phật, trong đó nhiều người nước ngoài. Ông mở các khóa học hàng tháng cho người nước ngoài.
Năm 1973, trong một buổi thuyết giảng, ông đề xuất "chủ nghĩa xã hội Phật Pháp" (tiếng Thái: thammik sangkhomniyom).
Năm 1993, ông viên tịch.
Mặc dù theo bằng cấp, ông chỉ học hết lớp 7 phổ thông, nhưng ông đã được tới sáu trường đại học ở Thái Lan trao bằng tiến sĩ danh dự.

## Quan điểm
Buddhadasa cho rằng:
- Đạo Phật không phải là tôn giáo như người thường và cả nhiều tăng lữ vẫn hiểu, mà là một chân lý, thực tại tự nhiên;
- Nhiều thuật ngữ trong kinh điển, nhiều lời của Phật cần phải được hiểu theo cách thông thái (ngôn ngữ của chánh pháp) chứ không nên hiểu theo cách của người thường vì sẽ dẫn đến hiểu sai.
- Nguyên lý duyên khởi là trung tâm của tư tưởng đạo Phật, đúng như Phật dạy: "thấy được nguyên lý duyên khởi là thấy Pháp (tư tưởng của Phật)". Các mắt xích trong chuỗi nhân duyên không có gì siêu hình cả. ông giải thích 'hữu' là hình thành và hiện hữu, là sự lầm tưởng thứ huyễn hoặc là có thật. Sự lầm tưởng này có cả trong đời sống dục lạc, đời sống vật chất và đời sống phi vật chất của người ta. 'Hữu' là duyên của 'Sinh' - ngộ nhận rằng có bản ngã (cái Ta) mà kết cục là những thứ phiền phức cả tích cực lẫn tiêu cực kèm theo. 'Hữu' là nơi tồn tại của 'Sinh', vì có lầm tưởng thứ huyễn hoặc là có thật mà ngộ nhận rằng có cái Ta. 'Tái sinh' trong lời Phật chính là sự trở lại của sự ngộ nhận rằng có bản ngã, chứ không phải là sự tái sinh sinh học. 'Diệt' nghĩa là khi khâu nào đó chuỗi nhân duyên hình thành từ vô minh không hoạt động được.
- Tính không (sunnata) không có kích thước và do đó không liên quan gì đến tích cực hay tiêu cực. Vô vi (atammayata) hay giải thoát khỏi điều tích cực lẫn điều tiêu cực, vì vậy, là sự giải thoát cao nhất.

## Trước tác
Các bài thuyết giảng của Buddhadasa được các học trò của ông ghi chép lại thành các tập sách, một số trong đó được dịch ra tiếng nước ngoài. Các cuốn được xuất bản nhiều gồm:
- Heartwood of the Bodhi Tree: The Buddha's Teaching on Voidness
- Under the Bodhi Tree: Buddha's Original Vision of Dependent Co-arising
- Mindfulness With Breathing
- A B C of Buddhism the Meditative Development of Mindfulness of Breathing: The Discourse on Mindfulness of Breathing
- Handbook for Mankind, Why were we born? What are we living for? Where is the value and meaning in life?
- Rethinking Karma: The Dharma of Social Justice
- Christianity and Buddhism
- Paticcasamuppada Practical Dependent Origination: Paticcasamuppada is a profound teaching
- Keys to Natural Truth
- What did the Buddha teach?: Buddha Dhamma for Students
- The Buddha's Doctrine of Anatta